# Ilija Najdoski
Ilija Najdoski (Kruševo, 26 de març de 1964) és un exfutbolista macedoni, que jugava com a defensa.
Va despuntar a l'antiga Iugoslàvia, tot formant part del Vardar de Skopje i de l'Estrella Roja de Belgrad. Amb l'equip capitalí va guanyar les lligues de 1990, 1991 i 1992, la Copa de 1990, la Copa d'Europa de 1991 i la Intercontinental del mateix any.
El 1992 deixa el seu país i marxa al Reial Valladolid de la lliga espanyola. Posteriorment, militaria en les lligues de Turquia, Bulgària i Suïssa abans de retirar-se el 1997, guanyant el doblet amb el FC Sion.
Com a internacional, va jugar amb l'antiga Iugoslàvia, i a partir de 1993, amb la nova selecció de futbol de Macedònia del Nord.